# Mura di Campagnatico
Le mura di Campagnatico costituiscono il sistema murario difensivo del centro storico di Campagnatico, nella provincia di Grosseto, in Toscana.

## Storia
La cinta muraria fu costruita dagli Aldobrandeschi tra il XII e il XIII secolo, su preesistenti strutture difensive risalenti al X secolo, per racchiudere e difendere il borgo castellano di Campagnatico. L'opera ultimata includeva anche alcune torri di avvistamento e la rocca.
Nella seconda metà del XIV secolo Campagnatico subì alcuni assedi, durante i quali la cinta muraria e le relative fortificazioni subirono danneggiamenti, in alcuni casi anche consistenti. Soltanto nel tardo XV secolo, i senesi riuscirono a completare l'opera di ristrutturazione delle mura.
Nel corso dei secoli successivi, la cinta muraria ha subito una serie di modifiche e rimaneggiamenti, che però non hanno fatto perdere, nel complesso, le originarie caratteristiche.

## Descrizione
Le mura conservano, nell'insieme, gli elementi stilistici del XII e XIII secolo. Presentano alcuni tratti a vista rivestiti in pietra, che delimitano le corrispondenti aree del borgo, ed altri tratti parzialmente o completamente addossati o incorporati alle pareti esterne di edifici del centro storico.
Delle originarie strutture fortificate lungo la cinta muraria si sono ben conservati il complesso della Rocca aldobrandesca ed un'altra torre, originariamente di guardia, in seguito trasformata nel campanile della pieve di San Giovanni Battista, la cui area absidale è situata in prossimità del corrispondente tratto delle mura.